# Naoki Takahashi
Naoki Takahashi (jap. 高橋 直樹 Takahashi Naoki; ur. 8 sierpnia 1976) – japoński piłkarz występujący na pozycji obrońcy.

## Kariera klubowa
Od 1999 do 2005 roku występował w klubie Albirex Niigata.